# حزب الأفعى
يتكون حزب الأفعى (وتسمى أيضًا حركة رأس الأفعى) بشكل كبير من الموالين لحزب البعث السابق وصدام حسين المنخرطين في التمرد العراقي. هذه المجموعة نشأت من حزب البعث في الحويجة وتطمح لأن تكون حزبا سياسيا لمعارضة وجود القوات المتعددة الجنسيات في العراق. زعم البعض أن للحزب صلات بقبائل حول الفلوجة والرمادي. ذكرت الأهرام في عام 2003 أن المنظمة كانت واحدة من عدة منظمات تستهدف أولئك الذين يتعاونون مع قوات الاحتلال.

## نقد
يعتبر البعض حزب الأفعى من المتعصببين وأنها عصابات شوارع السنية العربية. يقول أنصار حزب الأفعى إنها حركة شبه عسكرية منظمة وشرعية.